# Chichén Itzá

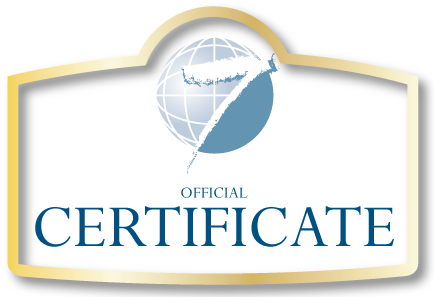
Certificato ufficiale di adesione. Nel 2007 Chichén Itzá viene eletto come parte delle nuove sette meraviglie del mondo.

Chichén Itzá (/tʃiˈtʃen iˈtsa/) è un importante complesso monumentale situato nel nord della penisola dello Yucatán. Le rovine, che si estendono su un'area di 3 km², appartenevano ad una grande città che fu uno dei più importanti centri della regione intorno al periodo epiclassico della civiltà Maya, fra il VI e l'XI secolo. Il sito comprende numerosi edifici, rappresentativi di diversi stili architettonici; fra i più celebri si possono indicare la piramide di Kukulkan (nota come El Castillo), l'osservatorio astronomico (il Caracol) e il Tempio dei guerrieri.
Il sito di Chichén Itzá è stato dichiarato patrimonio dell'umanità UNESCO nel 1988. Costituisce una proprietà federale dello stato del Messico, ed è amministrato dall'Instituto Nacional de Antropología e Historia (INAH). È stato inserito nel 2007 fra le sette meraviglie del mondo moderno.

## Origine e ortografia del nome
Il nome Chichén Itzá  deriva dalle parole chi ("bocca") e ch'en ("pozzo"), e significa letteralmente "Alla bocca del pozzo degli Itza". Gli Itza erano un gruppo etnico che aveva una posizione politica ed economica predominante nella parte settentrionale dello Yucatán. A sua volta, il nome "Itza" viene in genere ricondotto a itz ("magia") e (h)á ("acqua"), e tradotto in "maghi" (o "streghe") "dell'acqua".
Il nome del sito viene in genere (ma non sempre) trascritto con accenti sulle ultime sillabe in spagnolo e in altre lingue (incluso l'italiano); alcune fonti riportano la forma "Chich'en Itzá", che suggerisce in modo più esplicito l'etimologia maya.
La città esisteva certamente prima dell'arrivo degli Itza nella penisola, e aveva un altro nome, come si desume per esempio da alcuni riferimenti nei Libri di Chilam Balam. Il nome precedente potrebbe essere Uuc Yabnal (trascritto anche come Uuc Habnal, Uuc Hab Nal o Uc Abnal); la maggior parte delle fonti concordano che la prima parola indichi il numero sette, ma la seconda parte del nome è di traduzione incerta.

## Storia

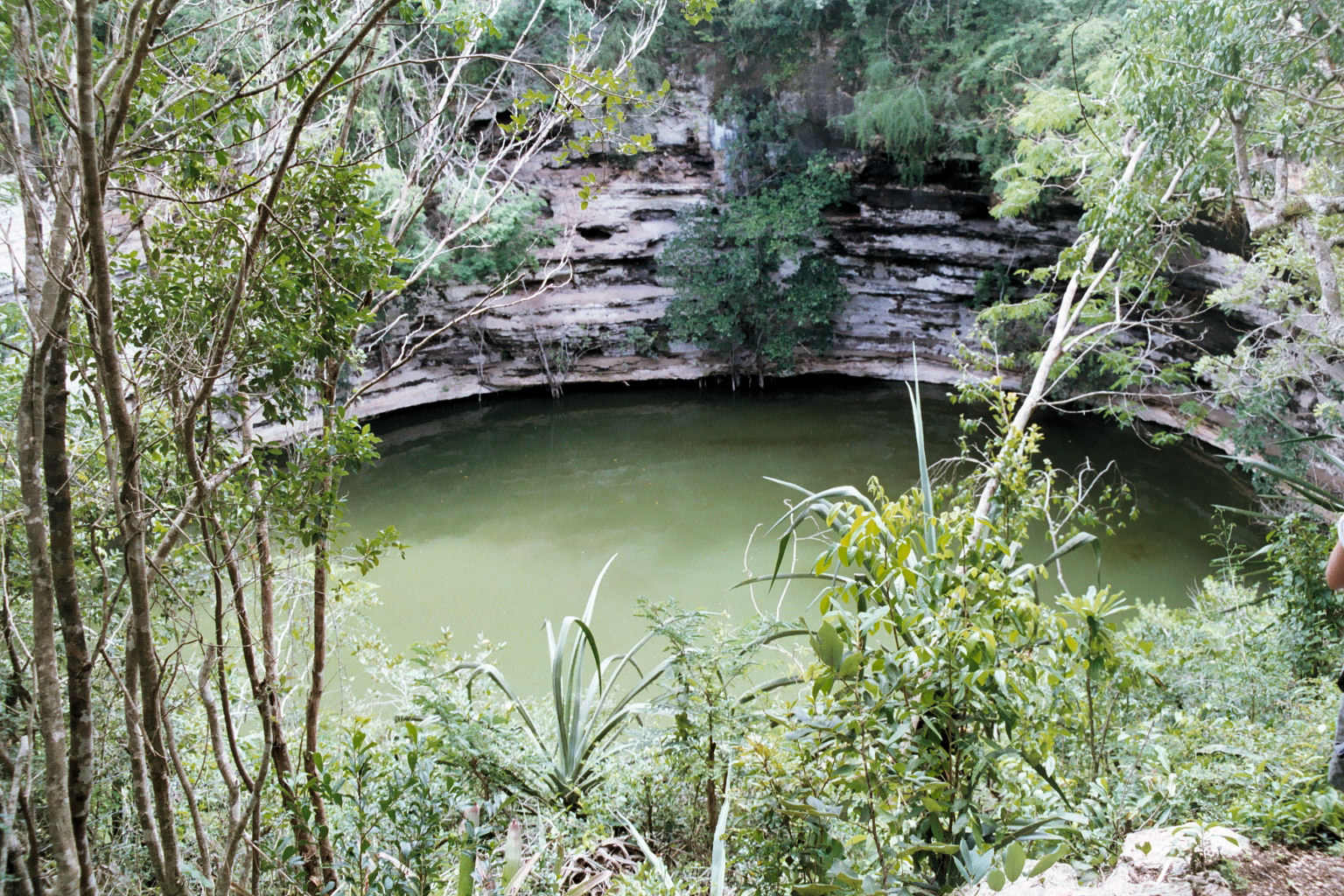
Cenote sacro

In uno Yucatán prevalentemente arido la presenza di due larghi e profondi pozzi naturali, chiamati cenotes, che forniscono acqua in abbondanza, ha reso il sito particolarmente attraente per l'insediamento. Dei due cenotes il Cenote Sagrado è il più famoso. Secondo le fonti post-conquista, sia Maya che spagnole, i Maya precolombiani compivano sacrifici al dio della pioggia Chaac, gettando nel cenote sia manufatti che esseri umani. Il console statunitense Edward Herbert Thompson dragò il cenote negli anni tra il 1904 e il 1910, portando alla luce manufatti d'oro, di giada e di ceramica, così come resti umani con ferite compatibili con l'ipotesi dei sacrifici.

### Ascesa
Chichén Itzá ascese al predominio regionale verso la fine del periodo classico arcaico (approssimativamente nel 600 d.C.).
Fu comunque verso la fine del periodo medio classico e agli inizi del periodo classico finale che il sito divenne una grande capitale regionale, centralizzando e dominando politicamente, culturalmente ed economicamente la vita nelle pianure settentrionali dei Maya.

L'ascesa di Chichén Itzá viene messa in relazione con il declino dei principali centri Maya delle pianure meridionali, come ad esempio Tikal.

Alcune fonti indicano che intorno al 987 d.C. un re Tolteco di nome Quetzalcoatl arrivò in armi dal Messico centrale e, con l'aiuto di alleati locali, fece di Chichén Itzá la sua capitale, una seconda Tula. L'arte e l'architettura di questo periodo mostrano un'interessante mescolanza di stili Maya e Toltechi. Tuttavia la recente nuova datazione del declino di Chichén Itzá indica che essa è in gran parte un sito del periodo classico finale, mentre Tula rimane un sito del primo periodo postclassico, rovesciando la direzione di possibile influenza.

#### Organizzazione sociale
Al contrario di altre città Maya del primo periodo classico, Chichén Itzá non era governata da un singolo individuo o da una singola dinastia. L'organizzazione politica della città era invece strutturata attraverso un sistema cosiddetto multepal, caratterizzato dal governo di un consiglio composto dai membri delle famiglie più importanti.

#### Economia
Chichén Itzá al suo apogeo era la maggiore potenza economica delle terre Maya settentrionali. Sfruttando le rotte marittime che circondavano la penisola dello Yucatán per mezzo del sito portuale di Isla Cerritos, la città riusciva a ottenere materie prime non disponibili localmente, come l'ossidiana dalle regioni del Messico centrale e l'oro dalle regioni del Centroamerica più a sud.

### Declino
Le cronache Maya riportano nel 1221 una rivolta con una conseguente guerra civile, e le prove archeologiche sembravano confermare che le coperture lignee del grande mercato e del Tempio dei Guerrieri bruciarono all'incirca in quel periodo. Per Chichén Itzá iniziò il declino come città dominante dello Yucatán, soppiantata da Mayapan. Questa cronologia è stata tuttavia drasticamente rivista in anni più recenti. Da un lato una migliore conoscenza archeologica sui cambiamenti della ceramica nella regione, dall'altro un maggior numero di reperti databili con la tecnica del radiocarbonio giunti dagli scavi a Chichén Itzá, hanno spostato la datazione del declino della città all'indietro di due secoli, intorno al 1000 d.C.

Questa nuova datazione lascia un intervallo temporale inspiegato tra la caduta di Chichén Itzá e il sorgere del suo successore Mayapan. Le ricerche in corso nel sito archeologico di Mayapan potrebbero aiutare a risolvere questo enigma cronologico. 
La città non fu mai completamente abbandonata, tuttavia la popolazione diminuì e nessuna nuova importante costruzione venne eretta dopo il collasso politico. Il cenote sacro rimase comunque un luogo di pellegrinaggio.
Nel 1531 lo spagnolo Francisco de Montejo conquistò Chichén Itzá con l'intento di farne la capitale dello Yucatán spagnolo, ma dopo pochi mesi una rivolta dei nativi Maya lo costrinse ad abbandonarla.

### Studi archeologici

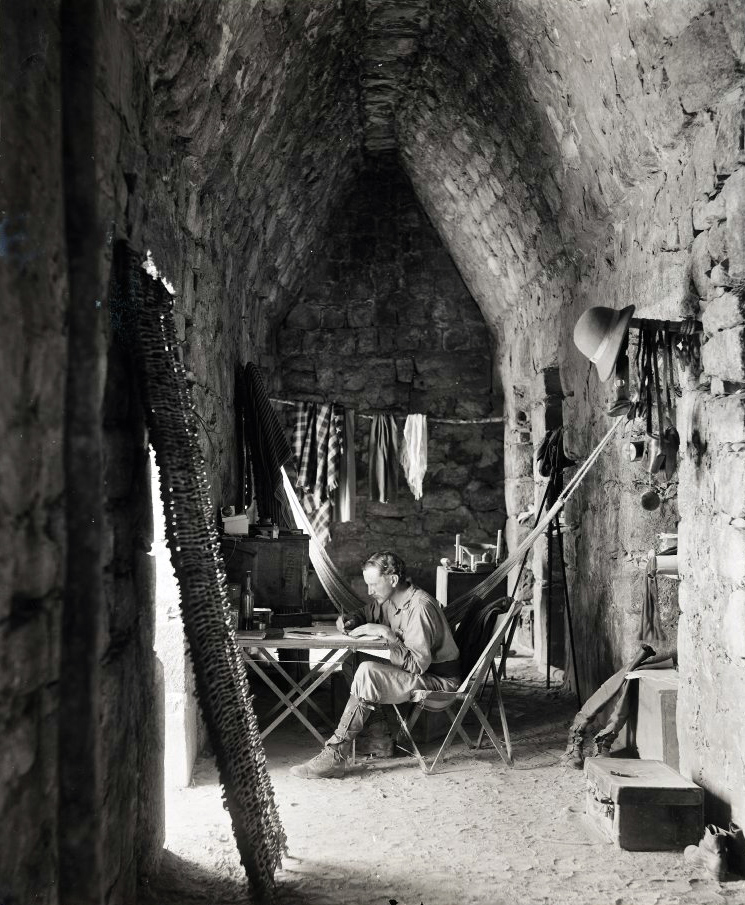
Maudslay a Chichén Itzá (1889)

La riscoperta di Chichén Itzá è opera dell'esploratore statunitense John Lloyd Stephens che nel suo libro Incidents of Travel in Yucatan (1843), descrisse la prima esplorazione del sito, col corredo delle illustrazioni dell'inglese Frederick Catherwood. La pubblicazione del libro diede impulso a nuove spedizioni archeologiche. Nel 1860 l'esploratore francese Désiré Charnay compì una nuova perlustrazione del sito traendone un reportage fotografico pubblicato in Cités et ruines américaines (1863).
Nel 1875, Augustus Le Plongeon e sua moglie Alice Dixon Le Plongeon, nel corso di una campagna di scavi a Chichén Itzá, riportarono alla luce una statua raffigurante una figura umana in posizione reclinata con la testa alzata e rivolta verso il lato destro, con un vassoio appoggiato sul ventre. Augustus Le Plongeon la battezzò “Chaacmol” (corretto più tardi in “Chac Mool,” termine utilizzato per indicare tutte le statue con le medesime fattezze rinvenute in Mesoamerica). Un'ulteriore esplorazione del sito fu compiuta da Teobert Maler e Alfred Maudslay negli anni ottanta; i due trascorsero diverse settimane tra le rovine ricavandone una ricca documentazione fotografica. Maudslay pubblicò la prima dettagliata descrizione di Chichén Itzá nel suo libro Biologia Centrali-Americana.
Nel 1894 il console degli Stati Uniti Edward H. Thompson acquistò per pochi dollari, l'intera area su cui sorgevano le rovine di Chichen Itzá, e durante i 30 anni successivi esplorò l'antica città. Le sue scoperte includono il più antico rilievo datato sopra l'architrave del Tempio delle Serie Iniziali e lo scavo di diverse tombe nell'Ossario. Thompson è tuttavia principalmente ricordato per aver tolto i mattoni che formavano la piramide per costruire la sua abitazione, per aver sottratto manufatti rinvenuti durante gli scavi, spedendoli negli U.S.A., e anche per aver dragato il Cenote sacro negli anni dal 1904 al 1910, dal quale egli portò alla luce manufatti in oro, rame e giada intagliata, nonché i primi esempi di quelle che si ritenevano abbigliamento e armi dei Maya. Thompson spedì la gran parte dei reperti al Museo Peabody della Harvard University. 

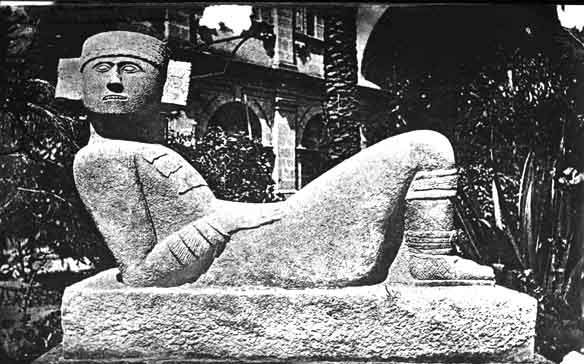
Il Chac Mool

Nel 1913 l'archeologo Sylvanus G. Morley persuase la Carnegie Institution a finanziare un esteso programma di scavi a Chichén Itzá, che includeva la mappatura completa delle rovine e il restauro di diversi monumenti. La rivoluzione messicana e l'instabilità politica che ne seguì impedì l'inizio dei lavori fino al 1924. Nel corso di 10 anni i ricercatori della Carnegie scavarono e restaurarono il Tempio dei Guerrieri e il Caracol. Il governo messicano da parte sua fece la stessa cosa per El Castillo e per il campo del gioco della palla.
Nel 1926 il governo messicano accusò Thompson di avere rubato i manufatti ritrovati nel Cenote Sagrado e di averli contrabbandati al di fuori del paese; la proprietà fu posta sotto sequestro. Thompson, che in quel momento si trovava negli Stati Uniti, non ritornò mai più nello Yucatán. Scrisse un resoconto dei suoi scavi nel libro People of the serpent; life and adventure among the Mayas, pubblicato nel 1932. Morì nel New Jersey nel 1935. Nel 1944 tuttavia la Suprema Corte messicana stabilì che Thompson non aveva violato alcuna legge e restituì Chichén Itzá ai suoi eredi, che la rivendettero al pioniere del turismo messicano Fernando Barbachano Peon.
Nel 1961 e nel 1967 ci sono state altre due spedizioni per la ricognizione del Cenote Sagrado. La prima fu finanziata da National Geographic e la seconda da privati, entrambe con la supervisione dell'Instituto Nacional de Antropología e Historia (INAH) messicano. Sempre all'INAH si debbono i più recenti tentativi di riportare alla luce e restaurare altri monumenti della zona archeologica, inclusi l'Ossario, Akab D'zib, e numerosi edifici di Chichén Viejo.

## Il sito

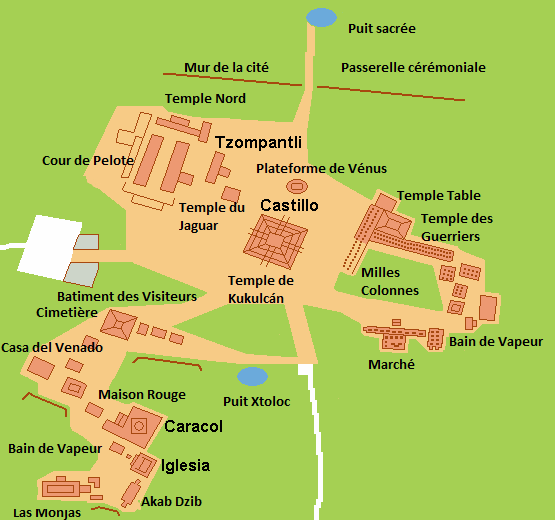
Mappa del sito

Il sito comprende numerosi raffinati edifici in pietra, in vario stato di conservazione; alcuni erano adibiti a luogo di culto, altri erano palazzi di rappresentanza. Vi si trovano anche due grandi cenotes (uno di questi si chiama Ik Kil) ed un campo del gioco della pelota tra i più grandi e meglio conservati dello Yucatán.

### El Castillo

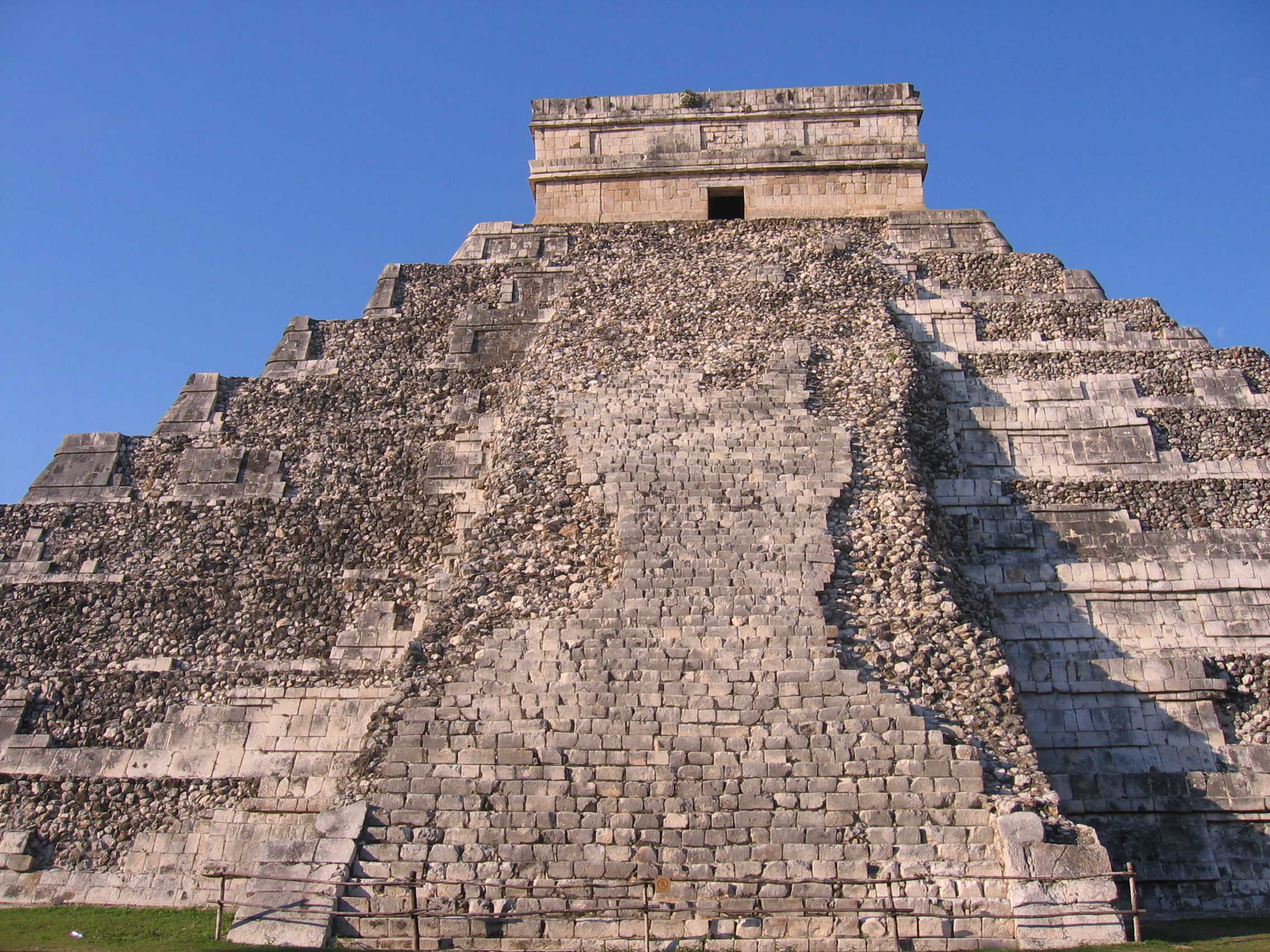
El Castillo

Il centro di Chichén Itzá è dominato dal tempio di Kukulkan (nome Maya di Quetzalcoatl), chiamato anche El Castillo.

Fu costruito dalla Civiltà Maya in un periodo compreso tra l'XI ed il XIII secolo; si tratta di una delle più famose piramidi a gradoni precolombiane del Messico, con scalinate che corrono lungo i quattro lati fino alla sommità.

Agli equinozi di primavera e d'autunno, al calare e al sorgere del sole, gli angoli della piramide proiettano un'ombra a forma di serpente piumato, Kukulkan appunto, lungo la scalinata nord.

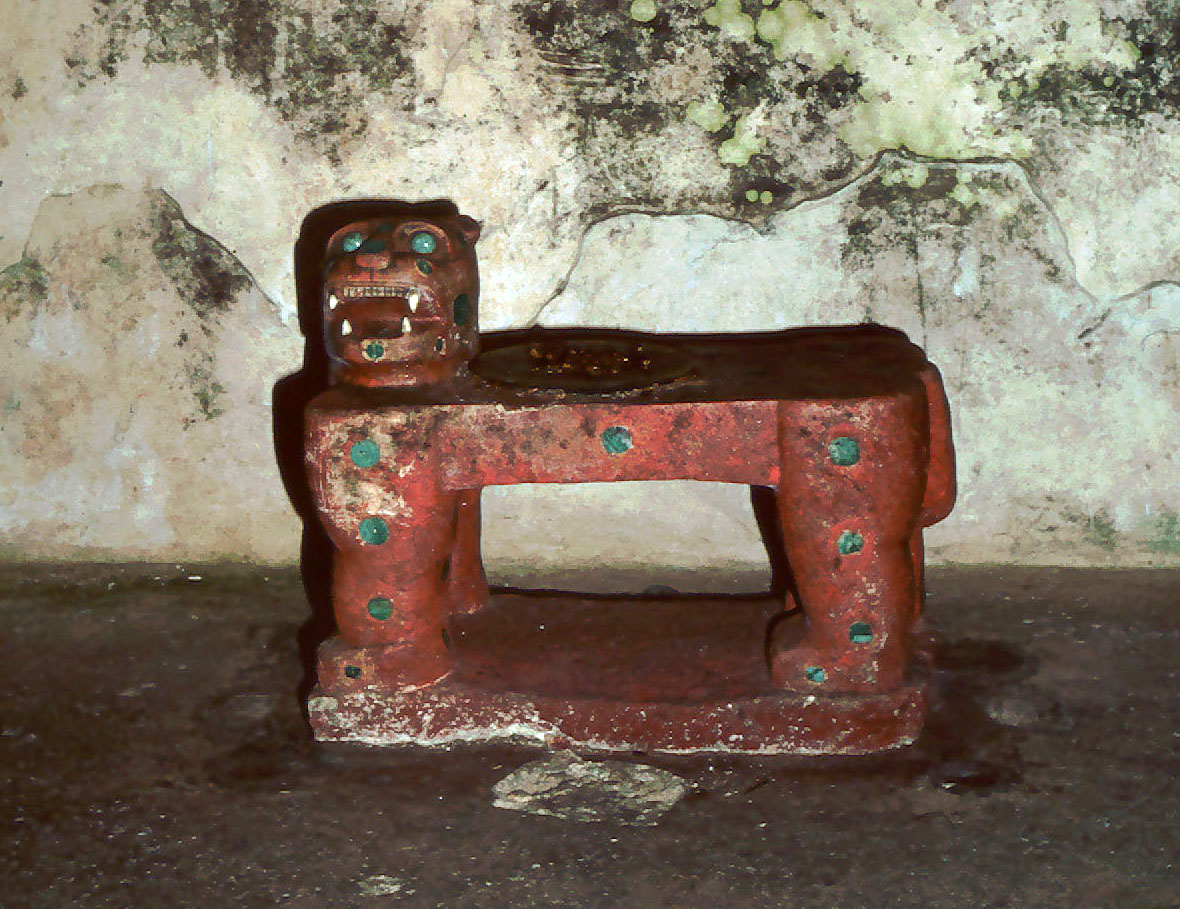
Il trono del giaguaro

Caso non unico nelle culture mesoamericane, il castillo venne costruito al di sopra di un tempio preesistente. Nel 1930 il governo messicano promosse una campagna di scavi nella quale fu scoperta una scala sotto il lato nord della piramide. Proseguendo lo scavo a partire dall'alto si scoprì un altro tempio sepolto all'interno di quello attuale. All'interno della camera del tempio c'era una statua Chac Mool e un trono a forma di giaguaro, dipinto di rosso con le macchie costituite da inserti di giada. Fu scavato un tunnel a partire dalla base della scalinata nord fino al tempio nascosto, che venne aperto ai turisti. Nel 2006 tuttavia l'INAH ha chiuso la sala del trono al pubblico, a causa di un incidente a una turista americana, che morì cadendo dalle scale del tempio.

### Tempio dei Guerrieri

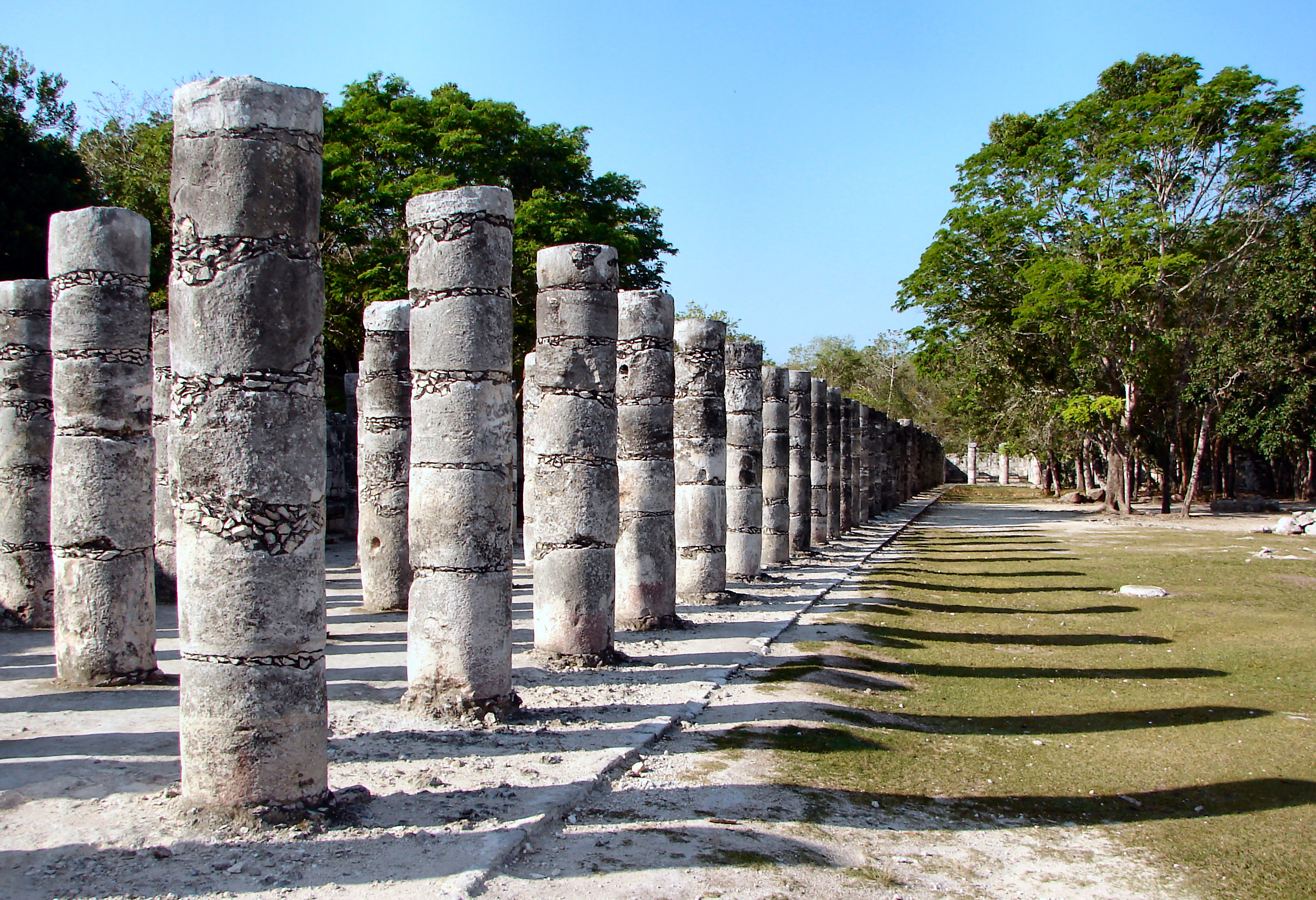
Colonne della Sala delle Mille Colonne

Il complesso del Tempio dei Guerrieri consiste in una larga piramide a gradoni, con file di colonne intagliate raffiguranti guerrieri nella parte antistante e sui lati.

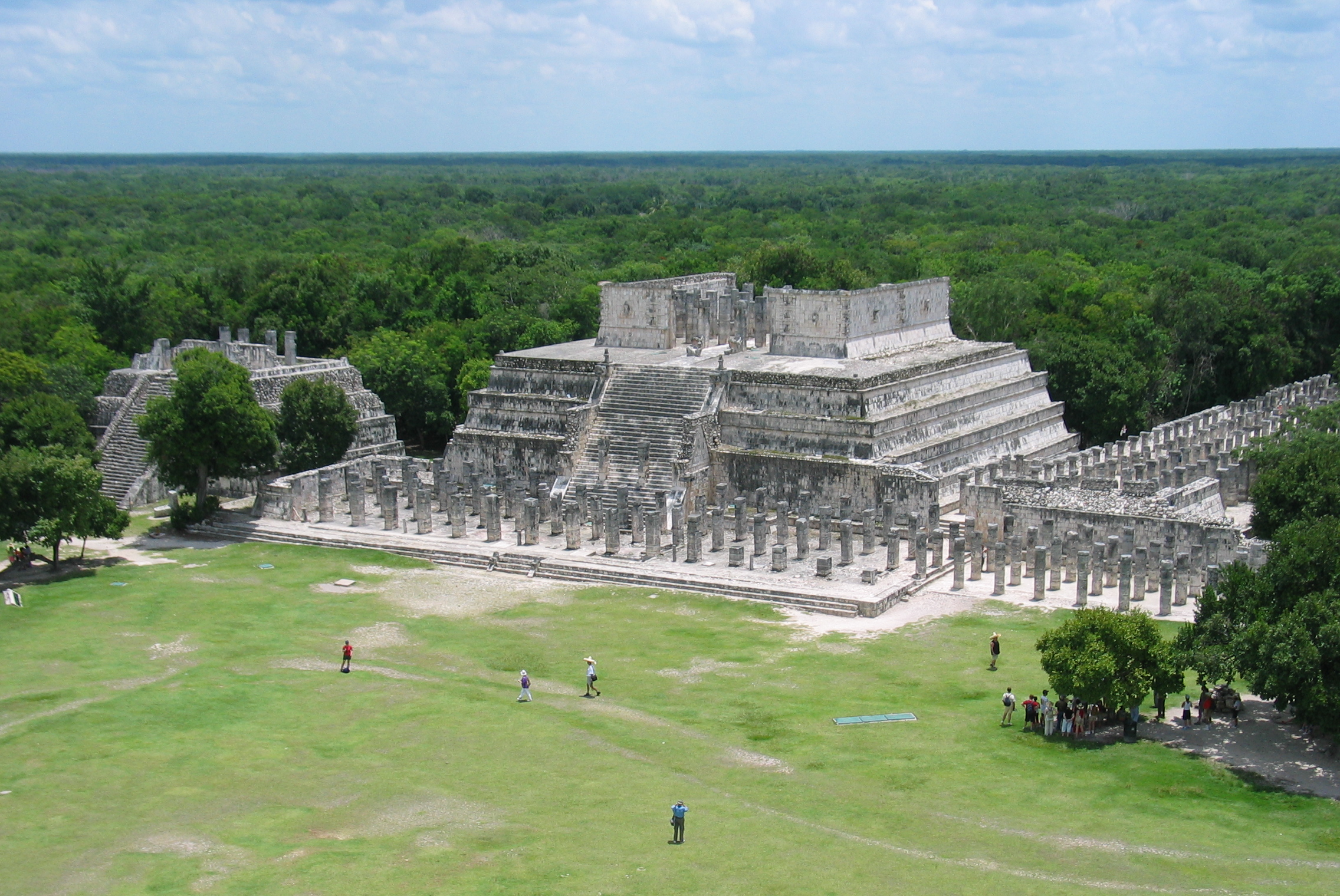
il Tempio dei Guerrieri

Il complesso è simile al tempio B della capitale tolteca di Tula, evidenza di contatti culturali tra le due regioni. Quello di Chichén Itzá è peraltro di dimensioni maggiori.

Alla sommità della scala in cima alla piramide, indicante l'entrata al tempio, è posta una statua Chac Mool utilizzata in passato come altare per i sacrifici.

Adiacente al tempio c'è una larga piazza circondata da pilastri, chiamata Il grande mercato.

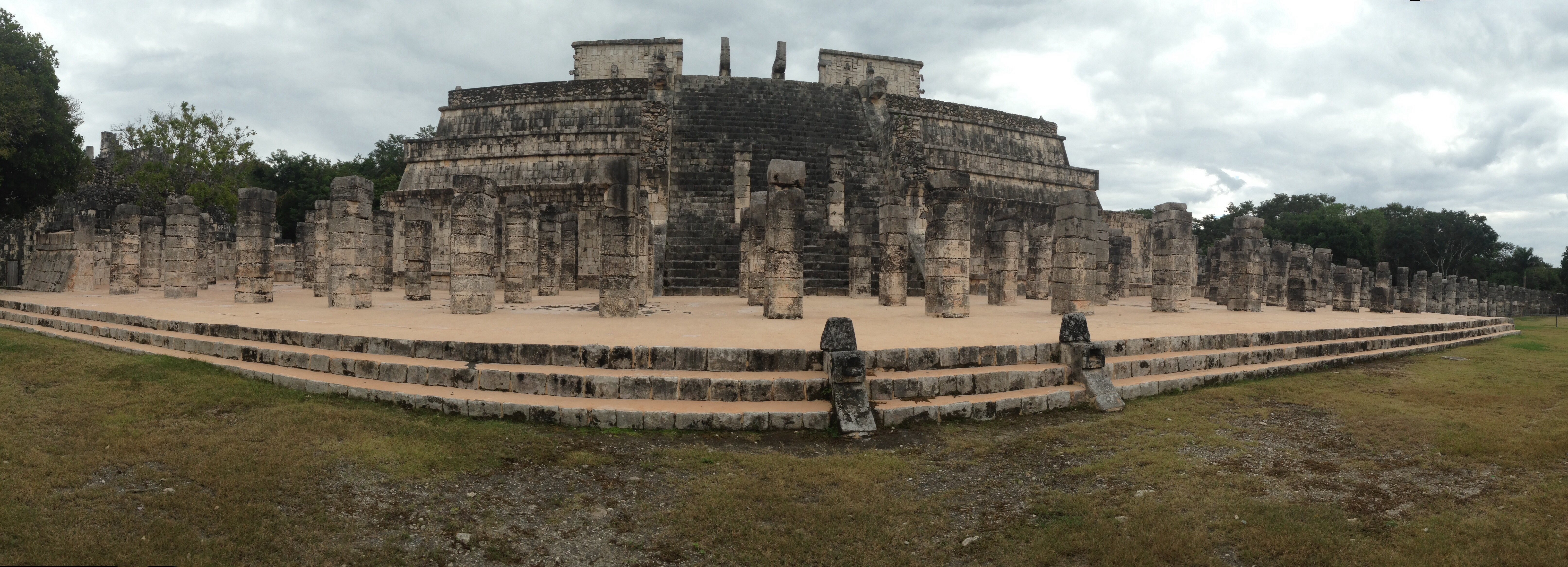
Panoramica raffigurante il Tempio dei Guerrieri

### Campo del gioco della palla

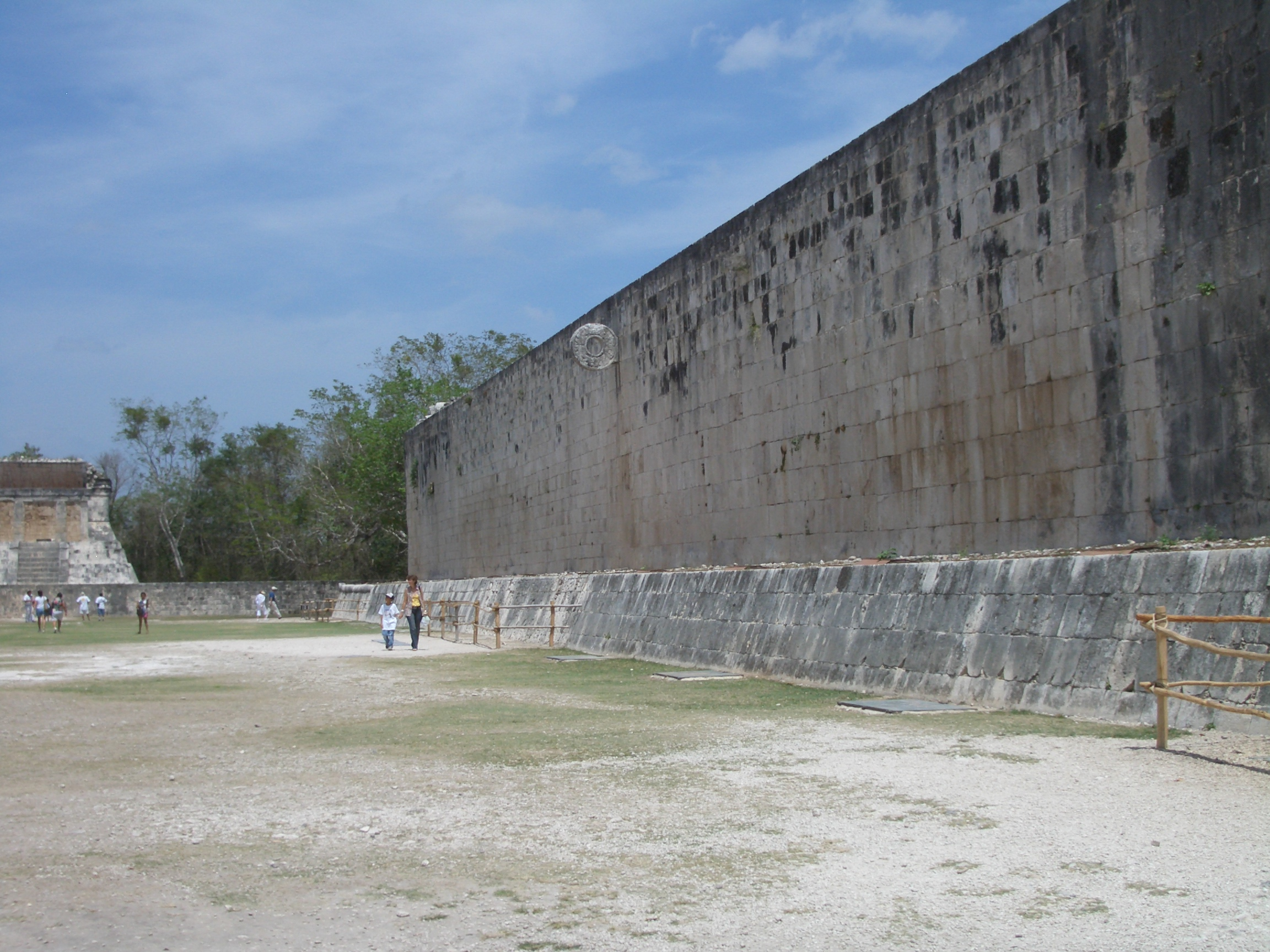
Campo del gioco della palla

Gli archeologi hanno identificato a Chichén Itzá sette campi per il gioco della palla, il maggiore dei quali è situato circa 150 metri a nord-ovest del Castillo. 
Si tratta del più grande campo per il gioco della palla di tutta la mesoamerica, lungo 166 metri e largo 68. Le mura che chiudono i lati lunghi sono alte 12 metri e sorreggono al centro anelli di pietra intagliata con figure di serpenti intrecciati.

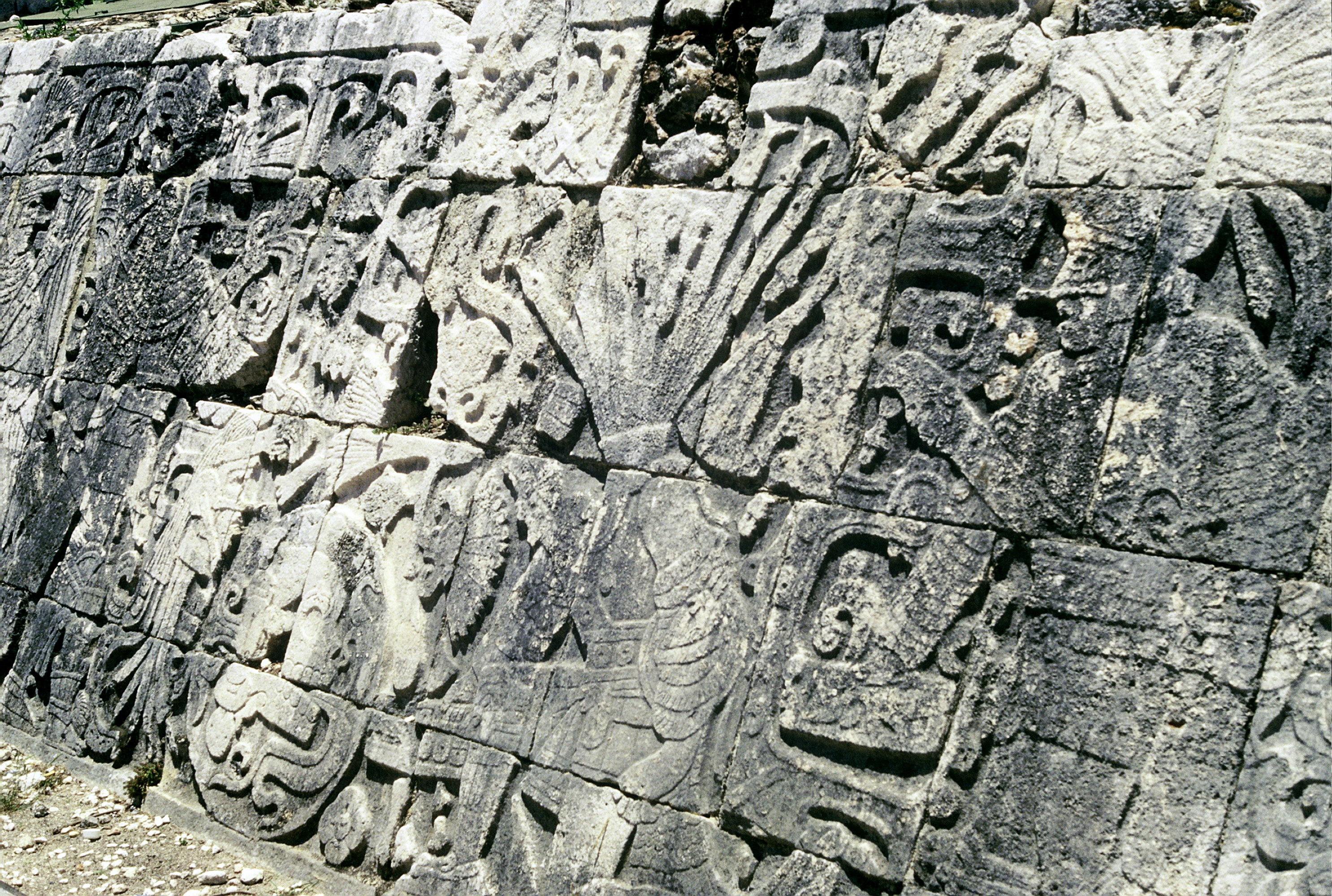
Bassorilievi nel campo da gioco

Alla base dei muri interni sono situati schienali obliqui con pannelli scolpiti che rappresentano le squadre dei partecipanti al gioco. In uno dei pannelli un giocatore è raffigurato decapitato e dalla ferita si dipartono sette fiotti di sangue, sei prendono la forma di serpenti mentre quello centrale diventa un albero.
Sul lato nord del campo si trova un tempio conosciuto come Tempio dell'uomo barbuto. Sulle mura interne di questo piccolo edificio di pietra sono infatti presenti bassorilievi molto dettagliati, tra i quali una figura scolpita con segni sul mento somiglianti a una barba. Sul lato sud si trova un altro tempio, di dimensioni maggiori, ma in rovina.
Inglobato nel muro est si trova il Tempio del Giaguaro. La parte alta del tempio guarda sul campo di gioco, e ai due lati dell'ingresso sono poste due larghe colonne scolpite con la figura del serpente piumato. All'interno del tempio un grande affresco, in gran parte danneggiato, raffigura scene di guerra.
La parte bassa del Tempio del Giaguaro si apre sulla piazza dalla parte opposta al campo di gioco. Nell'entrata è situato un trono a forma di giaguaro simile a quello trovato nel tempio interno del Castillo, ma privo di pitture e altre decorazioni. Le colonne esterne, così come i muri interni sono coperti da elaborati bassorilievi.
Oltre il Tempio del Giaguaro si trova un'iscrizione muraria in rilievo raffigurante uno tzompantli, sorta di scaffale riempito di teschi umani allineati.

### Complessodes Las Monjas

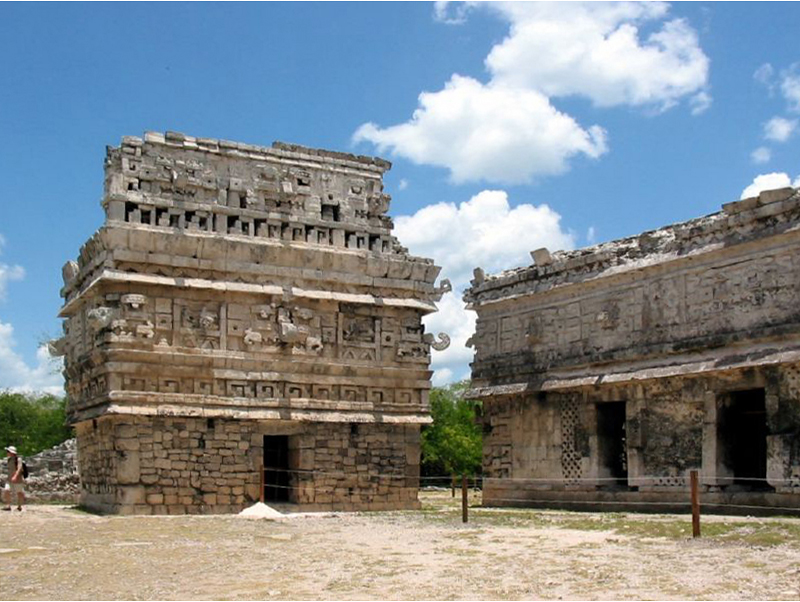
La Iglesia

Considerato una delle più raffinate strutture di Chichén Itzá, è un complesso di edifici risalenti al periodo Classico terminale della civiltà maya, costruiti in stile architettonico Puuc. Gli spagnoli soprannominarono il complesso Las Monjas, avendolo scambiato per la sede di un ordine monastico, ma si trattava in realtà di un palazzo governatoriale. Subito ad est del complesso principale si erge un piccolo tempio (soprannominato La Iglesia) decorato con elaborate maschere del dio della pioggia Chaac.

### El Caracol

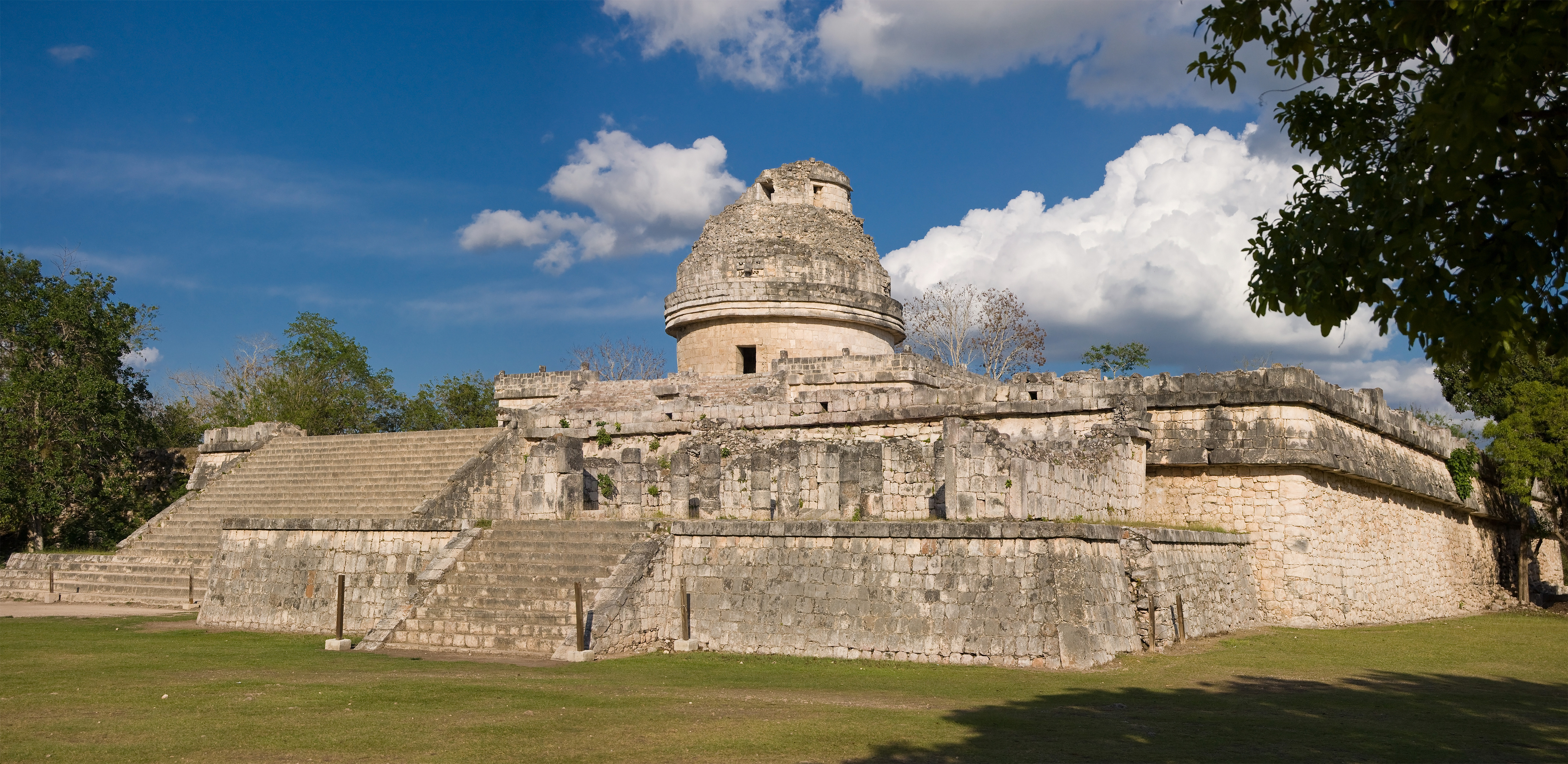
El Caracol

A nord del complesso de Las Monjas si trova un edificio rotondo posto sopra una larga piattaforma quadrata, soprannominato El Caracol (la chiocciola) dalla scala di pietra a spirale presente al suo interno. Questa struttura era un osservatorio astronomico, con le porte allineate con la posizione del sole all'equinozio di primavera, con i punti delle massime declinazioni nord e sud della luna e altri eventi astronomici sacri a Kukulkan, il serpente piumato dio del vento e della conoscenza.
I Maya determinavano il momento dei solstizi per mezzo delle ombre proiettate dal sole all'interno della struttura.
Ai margini di El Caracol sono poste delle ampie coppe di pietra che venivano riempite d'acqua. L'osservazione delle stelle che vi si riflettevano aiutava gli astronomi Maya a determinare il loro complesso, ma estremamente preciso calendario.

### Akab Dzib
Situato a est del Caracol, Akab Dzib significa, nel linguaggio Maya, La casa delle iscrizioni misteriose. Un nome precedente dell'edificio, secondo una traduzione dei glifi della Casa Colorada, era Wa(k)wak Puh Ak Na, ossia la casa piatta con un eccessivo numero di stanze, ed era la residenza dell'amministratore di Chichén Itzá, kokom Yahawal Cho' K'ak'.
Si tratta di una costruzione relativamente corta, alta solamente 6 metri, con una lunghezza di 50 metri e una larghezza di 15 metri.
La facciata rivolta a ovest presenta sette porte, quella rivolta a est solamente quattro, interrotte da una larga scalinata che conduce al tetto. Questa era apparentemente la parte frontale della casa, e guarda verso un cenote, oggi asciutto.
Il lato sud ha una sola porta, che si apre su una piccola camera. All'interno si trovano le iscrizioni misteriose a cui l'intero edificio deve il suo nome attuale, intricati glifi in rilievo situati al di sopra di una delle porte interne. Nello stipite della porta c'è un altro pannello scolpito che rappresenta una figura seduta circondata da altri glifi.

### Ossario
Questo tempio a forma di piramide a gradoni è una versione ridotta di El Castillo (tempio di Kukulkan); il nome deriva da una tomba scoperta dal primo scavatore E. H. Thompson.

### Chichen Viejo
"Vecchio Chichen" è il soprannome di un gruppo di strutture poste a sud del sito centrale. Questo gruppo include il Gruppo della Serie Iniziale, il Tempio Fallico, la Piattaforma della Grande Tartaruga, il Tempio delle Civette e il Tempio delle Scimmie.

### Altre strutture
Chichén Itzá possiede anche molte altre strutture posizionate nel centro cerimoniale di circa 5 km², oltre a parecchi siti sussidiari esterni.

## Grotte di Balankanche
All'incirca 4 km a ovest della zona archeologica di Chichén Itzá si trova una rete di grotte, sacre per i Maya, conosciuta come Balankanche. Nelle grotte si trova una grande quantità di antiche ceramiche e statuette, che possono essere viste nella stessa posizione in cui furono lasciate nei tempi precolombiani.

La posizione della grotta era ben conosciuta nei tempi moderni, Edward Herbert Thompson e Alfred Tozzer la visitarono nel 1905, A.S. Pearse e il suo team di biologi esaminarono la grotta nel 1932 e ancora nel 1936. Nel 1954 Edwin Shook e R.E. Smith esplorarono il sito su incarico della Carnegie Institution, portando alla luce numerosi reperti di ceramica e altri manufatti. Shook determinò che la grotta era stata disabitata per un lungo periodo di tempo, almeno dal periodo preclassico fino all'epoca post conquista spagnola.
Il 15 settembre 1959 una guida locale, José Humberto Gómez, scoprì nella grotta una falsa parete, al di là della quale trovò un'estesa rete di altre grotte con notevoli quantitativi di reperti archeologici, ceramiche, incensieri intagliati nella pietra, utensili e gioielleria. L'INAH trasformò la grotta in un museo sotterraneo e gli oggetti trovati, dopo essere stati catalogati, sono stati rimessi nella loro posizione originale, permettendo così ai visitatori di vederli in situ.

## Turismo
Chichén Itzá, Patrimonio mondiale dell'umanità dell'UNESCO, è il secondo sito archeologico più visitato del Messico.
Il turismo è l'elemento chiave per Chichén Itzá da più di un secolo. John Lloyd Stephens, che ha reso noto lo Yucatán dei Maya al grande pubblico con il suo libro Incidents of Travel in Yucatan, ha ispirato più di un "pellegrinaggio" a Chichén Itzá. Anche prima della pubblicazione del libro, Benjamin Norman e il Barone Emmanuel de Friederichsthal visitarono la città a seguito di un incontro con Stephens, e entrambi pubblicarono i diari dei ritrovamenti.
Con l'acquisizione da parte di Edward Thompson della Hacienda Chichén nel 1894 (che includeva Chichén Itzá) il flusso dei visitatori è costante. Nel 1910 Thompson annunciò la propria intenzione di costruire un hotel nella sua proprietà, ma abbandonò i suoi piani, probabilmente a causa della Rivoluzione Messicana.
Nei primi anni venti, un gruppo di yucatechi, guidati dallo scrittore e fotografo Francisco Gómez Rul, iniziarono a lavorare per l'espansione del turismo nella penisola dello Yucatán. Fecero pressioni perché il governatore Felipe Carrillo Puerto costruisse strade che conducessero verso i famosissimi siti archeologici della penisola, inclusa Chichén Itzá. Nel 1923 Carrillo Puerto inaugurò l'autostrada per Chichén Itzá. Gómez Rul pubblicò una delle prime guide dello Yucatán e dei suoi siti archeologici.
Il genero di Gomez Rul, Fernando Barbachano Peon (nipote del precedente governatore dello Yucatán Miguel Barbachano) dette inizio al primo business ufficiale legato al turismo nei primi anni venti incontrando passeggeri che arrivavano in vaporetto a Progreso, il porto a nord di Mérida, e li invitava a trascorrere una settimana nello Yucatán, dopodiché avrebbero potuto prendere la nave successiva e proseguire per la loro destinazione finale. Il primo anno di attività, Barbachano Peon convinse a seguirlo solo sette passeggeri della nave; a metà degli anni venti egli riuscì a convincere Edward Thompson a vendergli cinque acri della proprietà di Chichén per costruire un hotel. Nel 1927, il Mayaland Hotel fu inaugurato, poco a nord della Hacienda Chichén proprietà della Carnegie Institution.

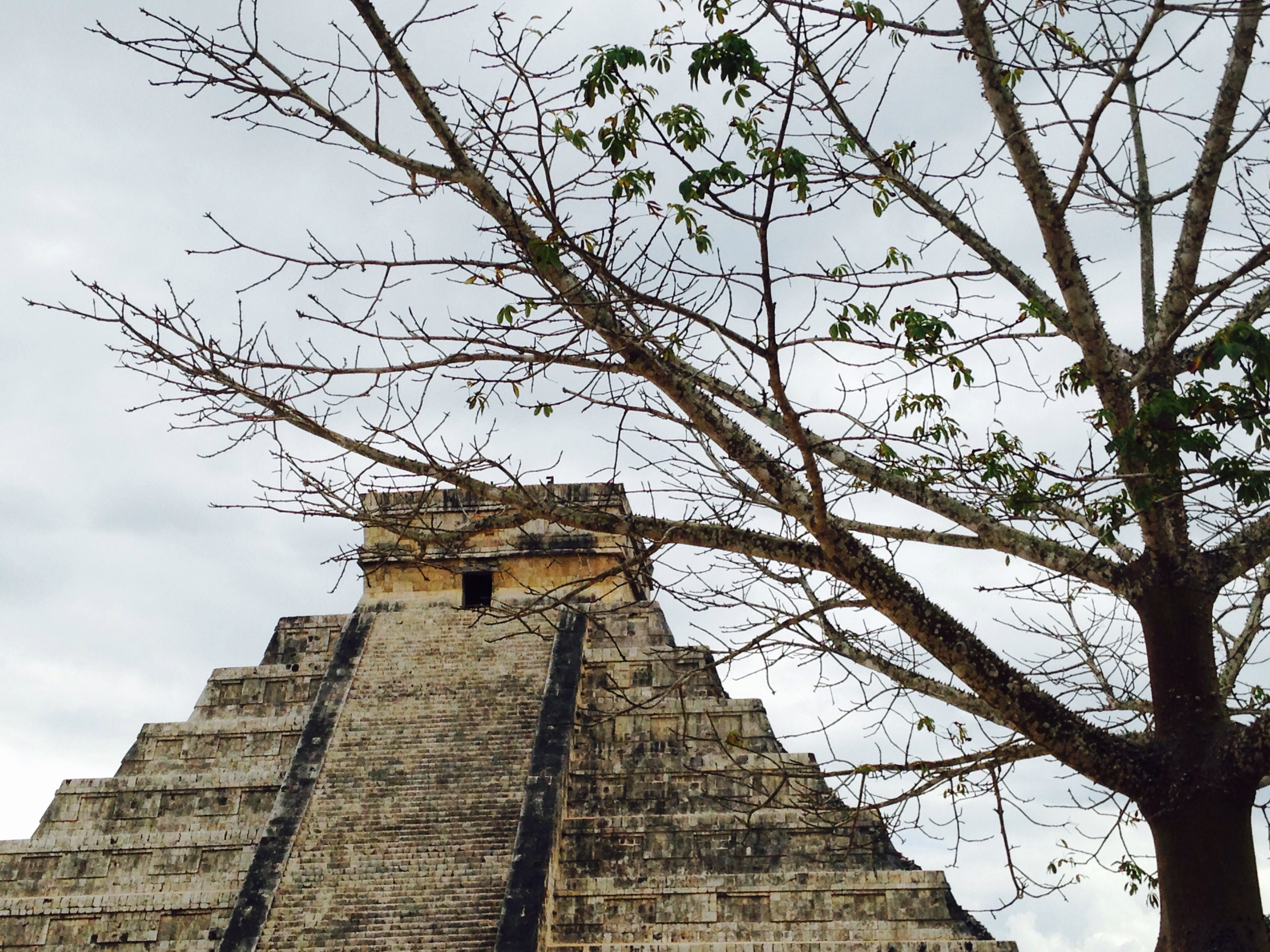
La vetta del Castillo

Nel 1944 Barbachano Peon acquistò la Hacienda Chichén, inclusa Chichén Itzá, dagli eredi di Edward Thompson. Circa nello stesso periodo il Carnegie completò i lavori di scavo a Chichén Itzá e abbandonò la Hacienda Chichén, che Barbachano trasformò in un altro hotel.
Nel 1972, il Messico ha rilasciato l'atto di legge federale sui monumenti e i siti archeologici, artistici e storici che pone tutti i monumenti precolombiani, inclusa Chichén Itzá, sotto la proprietà federale. C'erano all'epoca centinaia se non migliaia di visitatori ogni anno a Chichén Itzá, e se ne attendevano di più con lo sviluppo dell'area costiera di Cancún a est.
Negli anni ottanta, Chichén Itzá inizia a ricevere l'affluenza di visitatori specialmente il giorno dell'equinozio di primavera. Oggi alcune migliaia di visitatori si presentano per vedere l'effetto di luci ed ombre sul lato della scalinata del tempio di Kukulcan, dove il serpente piumato sembra discendere il lato della piramide per terminare in una delle due teste di pietra alla sua base.

### Approfondimenti
- John Lloyd Stephens Incidents of Travel in Yucatan, (2 volumi, 1843)
- Holmes, Archæological Studies in Ancient Cities of Mexico, (Chicago, 1895)
- Spinden, Maya Art, (Cambridge, 1912)
- Coggins & Shane, "Cenote Of Sacrifice", (U. of Texas, 1984).